# Сборная Великобритании по теннису в Кубке Дэвиса
Сборная Великобритании по теннису в Кубке Дэвиса — национальная мужская сборная команда, представляющая Великобританию (до 1912 года — Британские острова) в Кубке Дэвиса, наиболее престижном соревновании национальных мужских теннисных сборных. Одна из первых двух команд (вместе со сборной США), принявших участие в розыгрыше этого приза и десятикратный его обладатель (в последний раз в 2015 году).

## История
В 1900 году команда британских теннисистов получила вызов на матч от соперников из США. Хотя в предшествующие годы британские визитёры убедительно побеждали на американских кортах, на этот раз команда козяев во главе с Дуайтом Дэвисом взяла верх и завоевала первый Кубок вызова, в будущем получивший сначала неофициальное, а затем и официальное название «Кубок Дэвиса».
Лидеры сборной Великобритании
В 1902 году американцам снова удалось обыграть британскую сборную, несмотря на участие в ней Реджинальда и Лоуренса Дохерти, однако уже со следующего года британцы завладели кубком на четыре года подряд. Три раза за это время они обыгрывали американцев и один раз бельгийцев, прежде чем проиграть команде Австралазии. В 1912 году в Мельбурне сборная Британских островов прервала серию из пяти подряд побед сборной Австралазии в финалах, завоевав кубок также в пятый раз. В этой встрече за сборную играли четырёхкратный олимпийский призёр Чарльз Диксон и ирландский теннисист, действующий чемпион Австралазии Джеймс Сесил Парк. В следующем году британцы уступили титул американцам, за которых выступали Морис Маклафлин и Ричард Норрис Уильямс.
Новая серия успехов сборной Великобритании началась в 1930-е годы, когда в её составе играли Фред Перри и Банни Остин. Если в 1931 году британцы ещё проиграли раунд вызова французам, почти безраздельно господствовавшим в тот момент в мировом теннисе, то в 1933 году им удалось прервать серию из шести французских побед в финалах, и после этого они уже сами отстаивали титул три раза подряд — дважды против США (в том числе после победы «всухую» в 1935 году) и один раз против Австралии. Только в 1937 году они, уже в отсутствие перешедшего в профессиональный теннис Перри, проиграли американцам во главе с будущим обладателем Большого шлема Доном Баджем.
Этот финал оказался последним для британцев на следующие 40 лет. Только в 1978 году им снова удалось дойти до финального матча после выигрыша Европейского зонального турнира и победы в межзональном матче над Австралией, но в финале они сумели взять только одно очко против звёздной команды США, где выступали Джон Макинрой, Стэн Смит и Боб Лутц.
В последние десятилетия команда Великобритании не входит в число фаворитов Кубка Дэвиса. С момента формирования Мировой группы и до 2014 года включительно британцы провели в ней только 12 сезонов и одержали всего 4 победы. В остальное время они играли в 1-й, а иногда даже во 2-й Европейско-африканской группе. Наихудшее положение они занимали в 1995 и 2010 годах, когда после проигрыша в первом матче 2-й Европейско-африканской группы им пришлось играть переходные матчи с командами Монако и Турции за право в ней остаться на следующий год. Только в 2015 году британской сборной удалось одержать три победы подряд в Мировой группе (то есть почти столько же, сколько за всё предыдущее время выступлений в ней) — над командами США, Франции и Австралии — и после 37-летнего перерыва получить право на участие в матче за главный трофей турнира.

### Участие в финальных матчах Кубка Дэвиса
| Результат     | Год  | Место финала | Состав                                     | Соперник    | Счёт   |
| ------------- | ---- | ------------ | ------------------------------------------ | ----------- | ------ |
| Поражение (1) | 1900 | Бостон       | Э. Блэк, А. Гор, Г. Р. Барретт             | США         | 0-3    |
| Поражение (2) | 1902 | Нью-Йорк     | Л. Дохерти, Р. Дохерти, Д. Пим             | США         | 2-3    |
| Победа (1)    | 1903 | Бостон       | Л. Дохерти, Р. Дохерти                     | США         | 4-1    |
| Победа (2)    | 1904 | Уимблдон     | Л. Дохерти, Р. Дохерти, Ф. Райзли          | Бельгия     | 5-0    |
| Победа (3)    | 1905 | Уимблдон     | Л. Дохерти, Р. Дохерти, С. Смит            | США         | 5-0    |
| Победа (4)    | 1906 | Уимблдон     | Л. Дохерти, Р. Дохерти, С. Смит            | США         | 5-0    |
| Поражение (3) | 1907 | Уимблдон     | А. Гор, Г. Р. Барретт                      | Австралазия | 2-3    |
| Поражение (4) | 1910 | Австралия    |                                            | Австралазия | неявка |
| Победа (5)    | 1912 | Мельбурн     | А. Бимиш, Ч. Диксон, Д. С. Парк            | Австралазия | 3-2    |
| Поражение (5) | 1913 | Уимблдон     | Ч. Диксон, Д. С. Парк, Г. Р. Барретт       | США         | 2-3    |
| Поражение (6) | 1920 | Сидней       | А. Бимиш, Э. Кингскот, А. Лоу              | Австралия   | 1-4    |
| Поражение (7) | 1931 | Париж        | Ч. Кингсли, Б. Остин, Ф. Перри, П. Хьюз    | Франция     | 2-3    |
| Победа (6)    | 1933 | Париж        | Г. Ли, Б. Остин, Ф. Перри, П. Хьюз         | Франция     | 3-2    |
| Победа (7)    | 1934 | Уимблдон     | Г. Ли, Б. Остин, Ф. Перри, П. Хьюз         | США         | 4-1    |
| Победа (8)    | 1935 | Уимблдон     | Б. Остин, Ф. Перри, Р. Таки, П. Хьюз       | США         | 5-0    |
| Победа (9)    | 1936 | Уимблдон     | Б. Остин, Ф. Перри, Р. Таки, П. Хьюз       | Австралия   | 3-2    |
| Поражение (8) | 1937 | Уимблдон     | Б. Остин, Р. Таки, Ф. Уайлд, Ч. Хейр       | США         | 1-4    |
| Поражение (9) | 1978 | Ранчо-Мираж  | М. Кокс, Дж. Ллойд, Дэв. Ллойд, К. Моттрам | США         | 1-4    |
| Победа (10)   | 2015 | Гент         | Э. Маррей, К. Эдмунд, Д. Маррей            | Бельгия     | 3-1    |

## Статистика и рекорды

### Команда
- Сезонов в турнире — 105 (151—95)
- Сезонов в Мировой группе — 15 (10—14)
- Чемпионских званий — 10 (1903—1906, 1912, 1933—1936, 2015)
- Финалов — 9 (1901, 1902, 1907, 1910, 1913, 1920, 1931, 1937, 1978)
- Самая длинная серия побед — 10 (1933—1937, включая победы над командами США — трижды, Австралии — дважды, Испании, Финляндии, Италии, Чехословакии и Франции и четыре завоёванных Кубка Дэвиса)
- Самая крупная победа — 5:0 по играм, 15:0 по сетам, 90:16 по геймам ( Великобритания —  Польша, 1925 год)
- Самый длинный матч — 15 часов 1 минута ( Марокко —  Великобритания 3:2, 2003 год)
  - Наибольшее количество геймов в матче — 274 ( Великобритания —  Швеция 3:2, 1963 год)
- Самая длинная игра — 4 часа 56 минут ( Джеймс Уорд —  Джон Изнер 6:74, 5:7, 6:3, 7:63, 15:13, 2015 год)
  - Наибольшее количество геймов в игре — 95 ( Питер Кёртис/Марк Кокс —  Вильгельм Бунгерт/Кристиан Кюнке 8:10, 19:17, 11:13, 6:3, 2:6, 1969 год)
- Наибольшее количество геймов в сете — 42 ( Майк Сангстер/Бобби Уилсон —  Ян-Эрик Лундквист/Ульф Шмидт 22:20, 6:4, 6:3, 1963 год)

### Игроки
- Наибольшее количество сезонов в сборной — 13 (Грег Руседски, Энди Маррей)
- Наибольшее количество матчей — 34 (Бобби Уилсон)
- Наибольшее количество игр — 65 (Майк Сангстер, 43—22)
- Наибольшее количество побед в играх — 45 (Фред Перри, 45—7)
  - В одиночном разряде — 36 (Банни Остин, 36—12)
  - В парном разряде — 25 (Бобби Уилсон, 25—8)
  - В составе одной пары — 11 (Майк Сангстер / Бобби Уилсон, 11—3)
- Самый молодой игрок — 17 лет и 294 дня (Энди Маррей, 4 мая 2005)
- Самый возрастной игрок — 48 лет и 294 дня (Колин Грегори, 17 мая 1952)

## Состав в сезоне 2023 года
- Джек Дрейпер
- Энди Маррей
- Кэмерон Норри
- Нил Скупски
- Джо Солсбери
- Дэниел Эванс

Капитан — Леон Смит.

## Недавние матчи

### 1/4 финала, 2023
| Сербия 2 | Palacio de Deportes José María Martín Carpena, Малага, Испания 23 ноября 2023 Хард(i) | Palacio de Deportes José María Martín Carpena, Малага, Испания 23 ноября 2023 Хард(i) | Великобритания 0 |       |   |            |
| \| \| \| \| 1 \| 2 \| 3 \| \| \| - \| \| --------------------------------------------------------- \| ---- \| ----- \| - \| ---------- \| \| 1 \| \| Миомир Кецманович Джек Дрейпер \| 7 62 \| 78 66 \| \| \| \| 2 \| \| Новак Джокович Кэмерон Норри \| 6 4 \| 6 4 \| \| \| \| 3 \| \| Новак Джокович / Душан Лайович Нил Скупски / Джо Солсбери \| \| \| \| not played \| |                                                                                       |                                                                                       |                  |       |   |            |
| |                                                                                       |                                                                                       | 1                | 2     | 3 |            |
| 1 | Сербия · Великобритания                                                               | Миомир Кецманович Джек Дрейпер                                                        | 7 62             | 78 66 |   |            |
| 2 | Сербия · Великобритания                                                               | Новак Джокович Кэмерон Норри                                                          | 6 4              | 6 4   |   |            |
| 3 | Сербия · Великобритания                                                               | Новак Джокович / Душан Лайович Нил Скупски / Джо Солсбери                             |                  |       |   | not played |